# Чербени (Олт)
Чербени (рум. Cerbeni) насеље је у Румунији у округу Олт у општини Самбурешти. Oпштина се налази на надморској висини од 223 m.

## Становништво
Према подацима из 2002. године у насељу је живело 132 становника, од којих су сви румунске националности.